# 大美利堅棒球場

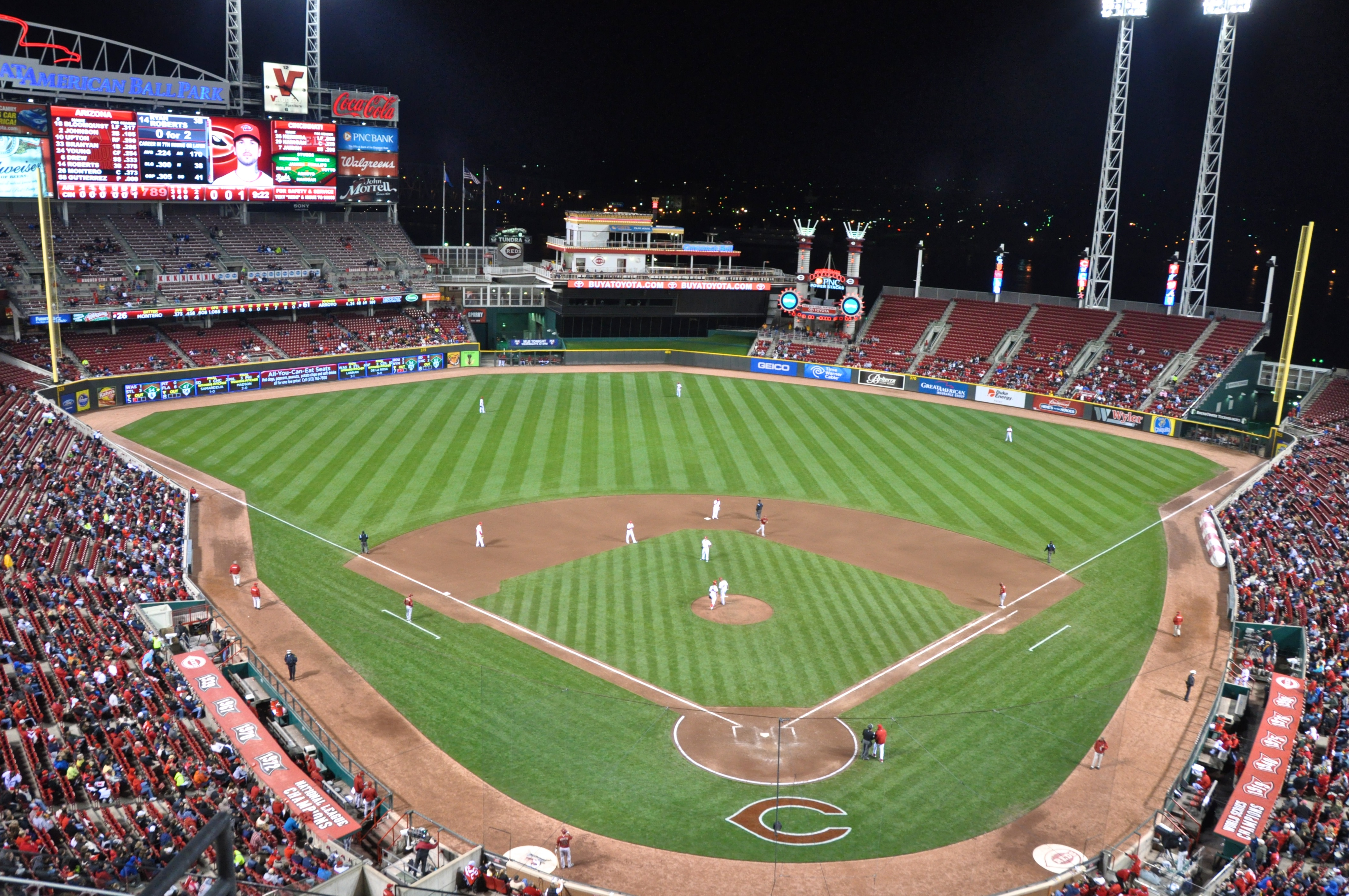
大美國球場

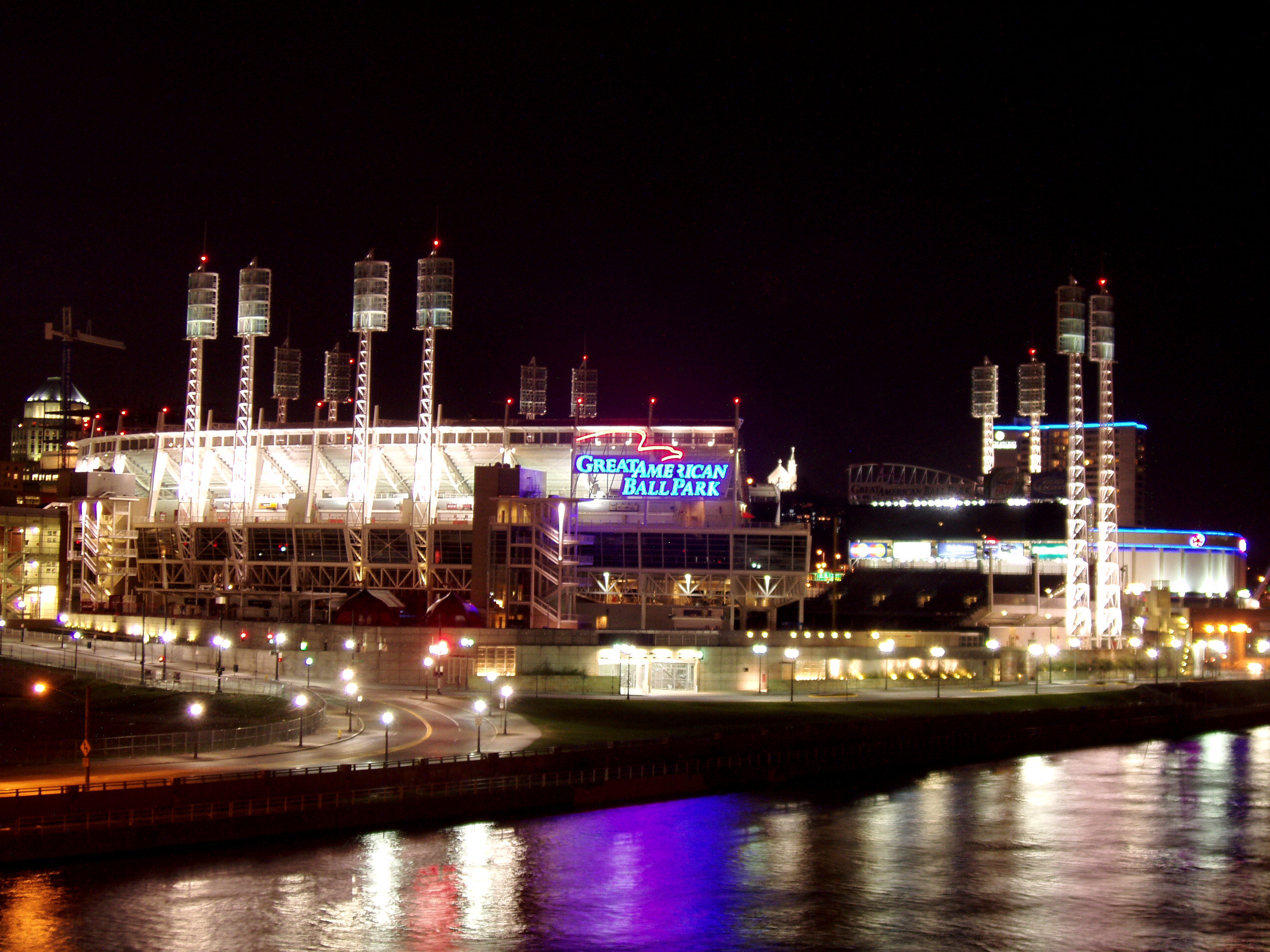
球場外觀（夜間）

大美國球場（英語：Great American Ball Park）是一座位於美國俄亥俄州辛辛那提的棒球場，現為美國職棒大聯盟辛辛那提紅人隊的主場。球場啟用於2003年，可容納42,319名觀眾。2015年美國職棒大聯盟全明星賽在此舉辦。

## 外部連結
- Stadium site on reds.com（页面存档备份，存于）